# 伊赫什德
伊赫什德，是一個前伊斯蘭和伊斯蘭初期河中和費爾干納谷地伊朗系小國君主的頭銜，學者們認為是從古伊朗语詞根中衍生出來，比较阿维斯塔语khshaeta（“閃亮，輝煌”）或古波斯语xšāyaθiya-（“統治者，國王”，這也是沙赫頭銜的起源）。
根據伊本·阿西爾的說法，是費爾干納的伊赫希德呼籲中國人幫助反擊阿拉伯人，這導致了怛邏斯戰役。
公元939年，阿巴斯王朝的突厥将领穆罕默德·本·突格只获得哈里发拉迪一世承认授予“伊赫什德”头衔，建立了埃及的伊赫什德王朝。這些小君主在穆斯林征服河中地区後通過不斷與阿拉伯人結盟(與鬥爭)至10世紀被阿拔斯哈里發正式廢除。